# Claus Nørgaard
Claus Nørgaard (født 17. december 1979) er en dansk fodboldtræner.

## Baggrund
Claus Nørgaard er uddannet skolelærer og har en bachelorgrad i idræt. Af træneruddannelse har han den højeste træneruddannelse UEFA Pro License.

## Karriere (træner)

### IK Skovbakken
Claus Nørgaards første cheftrænerjob på seniorniveau var med IK Skovbakken i den danske 2.division 2011/12, hvor han i forårets 15 kampe fik 6 sejre, 1 uafgjort og 8 nederlag.

### Danmark U/16, U18 og U20
Danmark U/16 : 2 kampe med 2 sejre, 0 uafgjorte og 0 nederlag.
Danmark U/18 : 4 kampe med 1 sejr, 3 uafgjorte og 0 nederlag.
Danmark U/20 : 2 kampe med 2 sejre, 0 uafgjorte og 0 nederlag.

### SønderjyskE
Han blev den 5. januar 2017 ansat som cheftræner for SønderjyskE på en kontrakt gældende til sommeren 2019.

### Esbjerg fB
Da John Lammers blev fyret som cheftræner i midten af september 2019, blev Nørgaard ansat som ny midlertidig træner.

### Danmark U/18
Efter et kort ophold som assistenttræner i Vejle Boldklub blev Nørgaard i juli 2022 træner for Danmarks U/18-fodboldlandshold.

### Brentford F.C.
I december 2022 stoppede Nørgaard som U/18-landstræner for at blive ny assistenttræner for Thomas Frank i den engelske Premier League-klub Brentford F.C., hvor han erstattede Brian Riemer, som var blevet ny cheftræner for den belgiske klub R.S.C. Anderlecht.